# Платамонас (дем Места)
Платамонас или Оладжак (на гръцки: Πλαταμώνας, катаревуса Πλαταμών, Платамон, до 1926 година Ολατζάκ, Оладзак) е планинско село в Гърция, дем Места (Нестос), административна област Източна Македония и Тракия.

## География
Разположено е на около 38 km североизточно от Кавала, на надморска височина от 700 m в планината Урвил.

## История

### В Османската империя
В XIX век е село в Саръшабанска каза на Османската империя. На австро-унгарската военна карта е отбелязано като Олуджик (Oludžik), също и на картата на Йоргос Кондоянис – Оладзик (Ολατζίκ). Съгласно статистиката на Васил Кънчов („Македония. Етнография и статистика“) към 1900 година Олуджакъ е турско селище и в него живеят 210 турци.
Според гръцка статистика към 1911 година селото е изцяло мюсюлманско с 950 жители мюсюлмани.

### В Гърция
В 1913 година селото попада в Гърция след Междусъюзническата война. Според статистика от 1913 година има население от 950 души. През 20-те години на XX век турското му население се изселва по споразумението за обмен на население между Гърция и Турция след Лозанския мир и на негово място са заселени гърци бежанци, които в 1928 година са 94 семейства с 335 души, като селището е изцяло бежанско.
Българска статистика от 1941 година показва 400 жители.
Селяните произвеждат тютюн, като се занимават и със скотовъдство.
| Име           | Име        | Ново име    | Ново име    | Описание                               |
| ------------- | ---------- | ----------- | ----------- | -------------------------------------- |
| Джами махале  | Τζαμὶ Μαχ. | Лука        | Λουκᾶ       | бивше село, Ю от Платамонас            |
| Голем орман   | Μέγα Ὀρμὰν | Корифи      | Κορυφή      | връх в Урвил (1158,3 m)                |
| Дузия         | Ντούζια    | Платома     | Πλάτωμα     | връх в Урвил (815 m), Ю от Платамонас  |
| Сюлейман дере | Σουλεϊμάν  | Заркадорема | Ζαρκαδόρεμα | река, десен приток на Чинар дере       |
| Мал Чал       | Μικρὸ Τσὰλ | Колона      | Κολώνα      | връх в Урвил (717 m), ЮИ от Платамонас |
| Чайлик        | Τσαϊλίκι   | Халкорема   | Χαλικόρεμα  | името на горното течение на Куру дере  |
| Суютчук       | Σουϊοτσοὺκ | Аясма       | Αγίασμα     | връх в Урвил (689 m), СЗ от Перни      |

Според преброяването от 2001 година има 159 жители, а според преброяването от 2011 година има 78 жители. Църквата в селото е „Свети Илия“.
| Година    | 1913 | 1920 | 1928 | 1940 | 1951 | 1961 | 1971 | 1981 | 1991 | 2001 | 2011 | 2021 |
| --------- | ---- | ---- | ---- | ---- | ---- | ---- | ---- | ---- | ---- | ---- | ---- | ---- |
| Население | 950  | 750  | 385  | 494  | 558  | 370  | 237  | 224  | 202  | 159  | 78   | 63   |